# Philip C. Schuster
Philip Christian Schuster (* 1981) ist ein US-amerikanischer theoretischer Elementarteilchenphysiker.
Schuster studierte bei Robert L. Jaffe am Massachusetts Institute of Technology und war Mitarbeiter von Nima Arkani-Hamed an der Harvard University, bei dem er 2007 promoviert wurde (Uncovering the New Standard Model at the LHC). Er war von 2007 bis 2010 in der Theorie-Gruppe des SLAC, war 2011 am Institute for Advanced Study und von 2010 bis 2015 Mitglied der Fakultät am Perimeter Institute, wo er weiterhin Visiting Fellow ist. Seit 2015 ist er Professor of Particle Physics and Astrophysics am SLAC, seit 2020 steht er dort dem Particle Physics & Astrophysics department vor.
Er befasst sich mit der Entwicklung und Interpretation von Experimenten zur Suche nach Physik jenseits des Standardmodells, unter anderem in der Suche nach neuen Kräften und Kandidaten für leichte dunkle Materie (im MeV bis GeV Bereich) in Experimenten mit hochintensiven Elektronenstrahlen mit festem Target vom Typ des geplanten Beam Dump Experiment (BDX) am Thomas Jefferson National Accelerator Facility. Er verfolgt dabei die Möglichkeit, dass die dunkle Materie doch mit gewöhnlicher Materie wechselwirkt über eventuell noch nicht bekannte Kräfte. Theoretisch verfolgt er dabei auch die Möglichkeit langreichweitiger Kräfte von Teilchen mit höherem Spin ohne wie üblicherweise angenommen Einschränkung der Ausrichtung des Spins masseloser Teilchen parallel oder antiparallel zum Impuls.
Er war an der Analyse der LHC-Experimente beteiligt, war Sprecher des A-Prime Experiments (APEX) und ist am Heavy Photon Search Experiment (HPS) am Jefferson Lab beteiligt. Er erhielt 2015 mit seiner Ehefrau Natalia Toro, mit der er zusammenarbeitet, den New Horizons in Physics Prize für vereinfachte Modelle zur Suche nach neuer Physik am Large Hadron Collider und für experimentelle Suche nach dunklen Sektoren mittels hochintensiver Elektronenstrahlen (Laudatio). Für 2022 wurde beiden der Ernest-Orlando-Lawrence-Preis zugesprochen.